# 最後一戰4：航向黎明
《最後一戰4：航向黎明》（英語：Halo 4: Forward Unto Dawn）是一部美國軍事科幻網路劇，由亞倫·黑爾賓和陶德·黑爾賓所創作，史都華·韓德勒執導。《最後一戰4：航向黎明》已於2012年10月5日起每週發行，由每集15分鐘的劇集、全部共5集組成，之後再以合併為一部91分鐘的電影發行於DVD和藍光，2013年在Netflix上播放。該劇為電子遊戲《最後一戰4》的宣傳活動項目，意旨擴展《最後一戰》系列的愛好者，以及作為潛在的《最後一戰》電影的進身之階。預算將近1000萬美元，2012年5月起在加拿大溫哥華花費超過二十五天拍攝。電腦特效的鏡頭僅500多顆，大約是整部片的四分之一，但視覺效果獲得了影評人的普遍讚譽。
故事以成年故事為架構，主要敘述軍校新生湯瑪士·拉斯奇（Thomas Lasky）在二十六世紀的軍事訓練學院受訓時，遭受到了宗教結盟的外星種族「星盟」的襲擊。在訓練期間的拉斯奇對未來感到迷惘，也因繼承母親和兄長的步伐而倍感壓力。拉斯奇和倖存的隊友被士官長所營救，在愛人凱樂·席爾瓦（Chyler Silva）死去後受到士官長的啟發，打算拯救倖存的隊友。
《最後一戰4：航向黎明》入圍了多項美國網路電視大獎，並因劇組在攝影、剪輯和美術上的成就而得獎。在影評界，影評人對特效和動作十足的第二幕感到印象深刻，但也批評故事的前半段步調過慢、許多角色的發展不足。該劇在第65屆黃金時段艾美獎上入圍最佳片頭設計。

## 劇情及設定
《最後一戰4：航向黎明》的故事背景設定在虛構的行星「圓規座IV」（Circinius-IV），人類在太陽系之外的眾多殖民地之一。劇情一開始，主角湯瑪士·拉斯奇（Thomas Lasky）於2557年在一艘名為「無盡號」（Infinity）的宇宙飛船上回顧2526年圓規座IV事件中的記憶；當時的拉斯奇是聯合國太空司令部（簡稱）旗下的科布羅軍校（Corbulo Academy of Military Science）中的一名學員，與其他隊友共同接受著軍事訓練，足以對抗各殖民地行星上的反叛份子。
在故事後半段，「星盟」的軍隊入侵該行星並造成軍校的混亂和恐慌。雖然《最後一戰4：航向黎明》中並未明確說明，星盟領導人得知人類為回收者後、害怕人類動搖他們在星盟的統治地位而決定毀滅人類的外星神學組織。劇中，先前曾與星盟在早期的某事件中接觸，且除了士官長等少數前線士兵與高階軍官、政府人員外，大多的角色並不知道他們的存在。

## 演員
雖然製作團隊負責主要製作，但微軟仍保有最終發言權。如選擇艾利克斯·普契內利（Alex Puccinelli）而非原先的配音員史特夫·多恩斯來為士官長配音一決定，便由微軟批准。參與演習一段的演員們在拍攝前都曾在新兵訓練中受訓，以提高體能並習慣穿著裝甲服作戰及步槍演習。演員們在進行駕駛車輛的訓練時，曾有一些人因訓練過度而嘔吐，但他們視作凝聚體驗。
湯姆·葛林飾演主角湯瑪士·拉斯奇（Thomas Lasky），科布羅軍校（Corbulo Academy of Military Science）的新生，成人時期的拉斯奇則由泰·歐森飾演。在劇中，拉斯奇對於自己在軍中的角色偏於「矛盾」，認為外交即戰爭的最佳之選。拉斯奇來自軍事家庭，母親是名上校，而兄長卡德曼（Cadmon，由馬克斯·卡維爾飾演）則是軌道空降突擊部隊的士兵，但拉斯奇對成為軍官卻毫無興趣。葛林將拉斯奇一角詮釋成「普通的青少年」，對自己的未來充滿不確定。當作角色的研究，葛林被要求觀看以前的短片並閱讀343 Industries用於維持《最後一戰》準則的「《最後一戰》百科全書」。執行製片人喬許·費爾德曼（Josh Feldman）認為，不僅限於《最後一戰4：航向黎明》和《最後一戰4》，拉斯奇也是《最後一戰》宇宙中的重要人物。

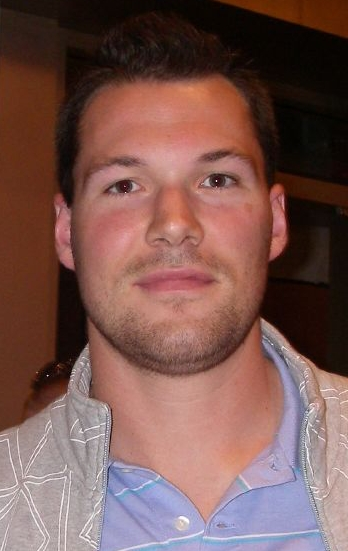
在劇中，士官長由丹尼爾·庫德摩爾飾演

丹尼爾·庫德摩爾因身高和體格而被選來飾演士官長。導演史都華·韓德勒想將士官長的身形與青少年學員們作對比；庫德摩爾有著203公分（6英尺8英寸）的身高，而學員們的選角則刻意選為「矮瘦的新生」。為了準確詮釋士官長一角，庫德摩爾事先觀看了尼爾·布洛姆坎普的短片《最後一戰：登陸》（Landfall）並閱讀與角色相關的《最後一戰》小說，也玩過了遊戲。雖然庫德摩爾在劇中只需詮釋一名功利主義的角色，但他對士官長的歷史很感興趣，包括角色對戰爭的看法以及身為士兵的角色。庫德摩爾認為該角在幫助學員和完成自己的使命之間感到為難，但士官長的信心和行動激勵了學員們。
特效公司對庫德摩爾進行了全身掃描，之後再將微軟所提供的3D模組覆蓋及修改，使比例正確。裝甲服以3D列印的方式來製作。該套裝大多的材質類似於潛水服的橡膠氣泡緊身衣，頭盔則是玻璃纖維。雖然穿著導致行動不便，但因必須用上身體，使庫德摩爾仍不得不穿著套裝來執行特技演出。庫德摩爾在殺青後立即反復觀看他的動作影片，確保動作不會太呆板，並表示：「試圖讓動作比平時大一點，但仍保有人性。」韓德勒和343 Industries的系列總監法蘭克·歐康納（Frank O'Connor）對庫德摩爾表示讚賞，不僅僅是因為他的體格，穿著笨重的套裝下還能流暢移動才是重點。
安娜·帕普威爾飾演學員凱樂·席爾瓦（Chyler Silva），與拉斯奇的看法相反，身為對抗反叛份子戰爭的全力支持者。帕普威爾將席爾瓦詮釋成能力強悍的軍校生，童年期間曾遭反叛份子所害。她與拉斯奇有著曖昧的情愫，但被星盟的襲擊所打斷。在加入演出時，帕普威爾對《最後一戰》系列仍不熟悉，但認為該系列的角色和美學有吸引新觀眾的潛力。
高年級學員兼哈斯塔蒂（Hastati）小隊的班長艾波·奧倫奇（April Orenski），由恩妮莎·布魯斯特（Enisha Brewster）飾演，而陳俊傑（Junjie Chen）一角則由周逸之飾演，唯一沒有出生自軍事家庭且依靠自己成績入伍的學員；其他哈斯塔蒂成員包括由凱特·德李凡（Kat de Lieva）飾演的狄瑪娜·查科娃（Dimah Tchakova）、由伊恩·貝爾徹（Iain Belcher）飾演的華特·維克斯（Walter Vickers），以及飾演麥可·蘇利文（Michael Sullivan）的馬薩姆·霍頓（Masam Holden）。此外，阿耶萊特·祖蕾爾在劇中飾演了梅哈菲上校（Colonel Mehaffey），學院的負責人，曾任拉斯奇母親的手下。

## 集數
| 集數 | 標題          | 導演          | 編劇                      | 首播日期       |
| --- | ------------- | ------------- | ------------------------- | -------------- |
| 1 | 第一部 Part 1 | 史都華·韓德勒 | 亞倫·黑爾賓 & 陶德·黑爾賓 | 2012年10月5日  |
| 湯瑪士·拉斯奇（湯姆·葛林飾演）是一名軍校新生，正努力適應著知名的科布羅軍校，以成為一名傑出的士兵。但在一次訓練中，因拉斯奇無視命令的舉動而導致小隊的分數被拉低，使他與其他哈斯塔蒂小隊的成員發生了衝突。而在同隊夥伴凱樂·席爾瓦（安娜·帕普威爾飾演）的鼓勵下，拉斯奇仍努力達到自己身處的軍事家庭的期望。在自由活動時間，拉斯奇會時常看著兄長卡德曼（馬克斯·卡維爾飾演）傳來的影片，來瞭解身為軌道空降突擊部隊（）的兄長部署於戰區的近況及心情。 |               |               |                           |                |
| 2 | 第二部 Part 2 | 史都華·韓德勒 | 亞倫·黑爾賓 & 陶德·黑爾賓 | 2012年10月12日 |
| 哈斯塔蒂小隊因其表現不佳而受到了指揮官的嚴厲關注，其他隊員認為拉斯奇須負責任，這也使隊員之一的華特·維克斯（伊恩·貝爾徹飾演）和拉斯奇在食堂中打了起來。事後，在反思自己的行徑後，拉斯奇改變了心態，並主動提議自己來擔任最終演練的隊長。其最終演練是哈斯塔蒂小隊必須以奪旗的方式來取勝對手，而在拉斯奇的奇策下，小隊成功取勝。但此前，在接近對方的旗子時，拉斯奇卻突然倒地且昏迷。 |               |               |                           |                |
| 3 | 第三部 Part 3 | 史都華·韓德勒 | 亞倫·黑爾賓 & 陶德·黑爾賓 | 2012年10月19日 |
| 醒來後的拉斯奇發現自己有嚴重的過敏症狀，這能使自己為此而免役，拉斯奇開始思考起自己的未來。之後，他得知兄長卡德曼在與反叛份子的鬥爭中遇害。拉斯奇和席爾瓦在學院外邊見面，且在談心之後，兩人分享了一個吻。與此同時，小隊成員之一的麥可·蘇利文（馬薩姆·霍頓飾演）解碼了私自獲取的幾段戰爭片段，這些片段顯示了聯合國太空司令部（簡稱）的部隊、反叛份子和斯巴達士兵共同對付一個從未看過的敵人。突然，學院響起警報，當學員們試圖透過太空電梯來進行撤離時，幾艘星盟的船艦出現在天空中並摧毀了電梯，先行進入電梯的哈斯塔蒂隊員狄瑪娜·查科娃（凱特·德李凡飾演）因此死去。當開始捍衛學院時，一名「精英」現身在煙霧之中。 |               |               |                           |                |
| 4 | 第四部 Part 4 | 史都華·韓德勒 | 亞倫·黑爾賓 & 陶德·黑爾賓 | 2012年10月26日 |
| 星盟壓倒性的擊敗了的防禦，且殺死了該行星上的大多數學員和人類。當哈斯塔蒂隊員陳俊傑（周逸之飾演）被精英所殺後，哈斯塔蒂小隊剩餘的成員為了躲避精英而被困在軍械庫內，且在此前發出了求救信號。精英也殺死了維克斯，並打算對拉斯奇等人出手時，士官長（丹尼爾·庫德摩爾飾演）及時登場殺死了精英；士官長便開始護送拉斯奇、席爾瓦、蘇利文和小隊班長艾波·奧倫奇（恩妮莎·布魯斯特飾演）離開該行星。他們在外頭遭受到了幾名「豺狼」的襲擊，使蘇利文的腳受傷。小隊搭上一輛疣豬（）來逃離學院，並開往森林，以準備撤離。 |               |               |                           |                |
| 5 | 第五部 Part 5 | 史都華·韓德勒 | 亞倫·黑爾賓 & 陶德·黑爾賓 | 2012年11月2日  |
| 士官長和其他隊員在黑暗的森林中開車的同時，也擊退了樹林中的豺狼們。但在中途，車輛撞上了一名外星人，使疣豬無法再發動。當士官長在幫蘇利文療傷時，席爾瓦發現自己也受了傷。在面臨更強大的外星人「獵人」的情況下，士官長放棄了車輛並要其他隊員們先走。席爾瓦死前將自己的狗牌交給了拉斯奇。極度悲傷的拉斯奇無法帶上她的屍體，只好隨蘇利文和奧倫奇離去。但當士官長趕上他們時，另一名獵人現身阻擋；拉斯奇自願前去引開獵人的注意，好讓士官長成功將敵方炸死。士官長等人與鵜鶘號會合並共同離開該行星。32年後，現在是無盡號（Infinity）指揮官的拉斯奇在聽完可塔娜從UNSC發送遇險信號「航向黎明」後，他和他的船隊進行了空間跳躍。     |               |               |                           |                |

## 製作

### 發展
以往的真人宣傳短片《最後一戰：登陸》（Landfall）和《我們是ODST》獲得成功後，負責開發《最後一戰》系列的工作室343 Industries想利用真人版作品來吸引不熟悉該系列的人們。負責該系列的業務主管麥特·麥克洛斯基（Matt McClosky）對目標受眾提出解釋：「你見到的東西相仿於電子遊戲的話，得以獲得相同的客群。」真人版也因有助於發展角色而被選中；《最後一戰4：航向黎明》將角色湯瑪士·拉斯奇在《最後一戰4》前就於《最後一戰》宇宙中介紹登場。工作室想要塑造比士官長（他的臉從未顯露）更富情感的主角，不僅要表達對該宇宙的理解，還要有助於吸引對系列陌生的觀眾。
微軟將該劇視為先前的努力失敗之後的宣傳品，以及對長片的「下一步」發展，目的是製作一部獨立的系列，不必玩過遊戲就能享受其中。該劇的預算達1000萬美元左右，微軟對於真人宣傳品的最高投資。導演史都華·韓德勒表示：「我們要麼是史上預算最高的網路劇，要麼是一集中等的完整電視試播，或是一部超低預算的電影。」此前，當被請來執導改編自遊戲的網路劇時，韓德勒拒絕了此想法，表示自己對電子遊戲的改編並不感興趣，除非是《最後一戰》。此外，韓德勒早為該系列的粉絲，已接觸過小說和遊戲。
會談過幾名編劇並選上了幾份劇本初稿。亞倫·黑爾賓和陶德·黑爾賓寫了一份關於豐饒星（Harvest）的劇本，第一顆遭受到星盟襲擊的行星（見小說《豐饒星戰役》）。雖然決定不予採用，但黑爾賓兄弟的劇本最完整且表現出對《最後一戰》世界的最佳理解，所以他們被選為《最後一戰4：航向黎明》的編劇。故事定稿由的系列總監法蘭克·歐康納和黑爾賓兄弟共同構想，目標引入一名新角色，以配合他們在《最後一戰4》劇本中所缺，探討「《最後一戰》宇宙中最不為人知的部分」。除了在劇本上提供協助外，也得確保該劇並沒有違反準則。

### 拍攝及特效

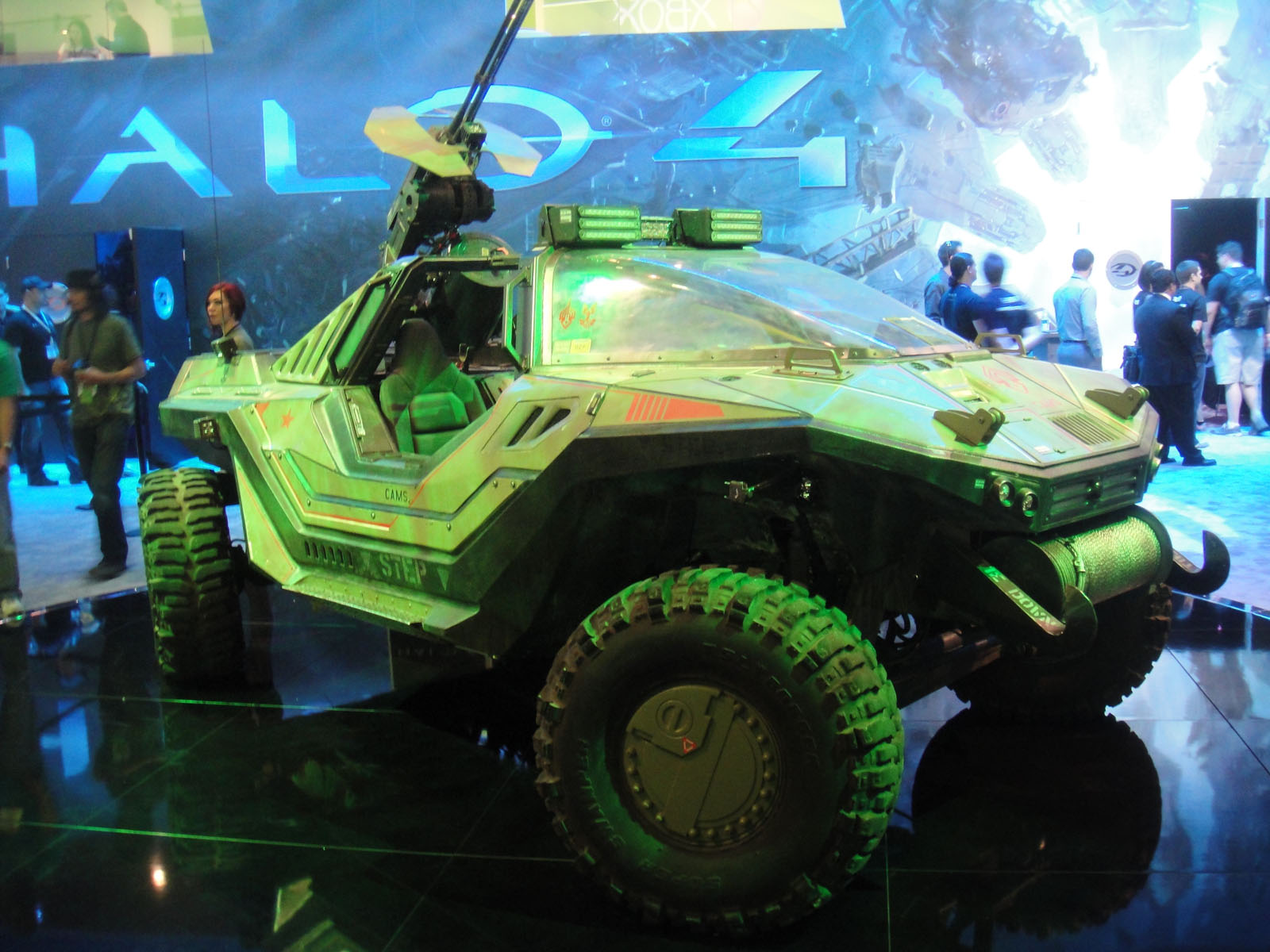
由維塔工作室製作的疣豬（Warthog）

2012年5月，《最後一戰4：航向黎明》在加拿大卑詩省溫哥華外圍的森林、西門菲莎大學和本拿比等地花了25天拍攝。製片公司的製作團隊在的指導下於溫哥華待了三個月，之前也曾參與過該系列短片的製作。
裝有M134迷你砲機槍的四輪越野車——疣豬（由維塔工作室所製作，款式和《最後一戰：登陸》中相同。特技車手強納森·克拉爾特（Johnathon Kralt）發現該道具「大小和高度很好行駛於路面」，且四輪轉向有利於作出飄移。當中許多追逐鏡頭來自架設在梅賽德斯-奔馳ML55車頂上的攝影機所拍攝。另一台低底拖車則負責拖曳著疣豬，以便車輛在被「駕駛」的同時，攝影機也能好好地聚焦在演員身上。
視覺特效總監約翰·蘇利文（John Sullivan）聘請Arc Productions來處理片中僅500多顆的電腦成像鏡頭，大約佔了全片的四分之一至三分之一。星盟、學院的太空電梯、槍口開火的閃爍及士官長的幾個鏡頭全由電腦成像呈現。導演韓德勒表示，視覺效果部分需要特別關注，且在士官長的服裝和電腦成像鏡頭上的開銷較多相當正常。
其中一場戲涉及一名星盟的「精英」在軍械庫中尋覓學員們。用於《最後一戰》系列中的精英模組無法直接在Mental Ray軟體中彩現，得在ZBrush和Maya上重新創建。劇組在西門菲莎大學拍攝了室外襲擊的場景，且要求採用攝影測量重建和雷射測距，便於以令人信服的方式添加外星人和武器的光照效果。但後來在森林中的場景太複雜且缺乏大學校園中的幾何造景，無法再次使用相同的技術。相反地，的視覺特效總監泰瑞·布萊德利（Terry Bradley）將LED散布至各區域，再透過測量之間的距離，使工作室可用軟體來對該區域進行建模，後使用SketchUp及軟體來添加武器開火的特效。此外，星盟所發射出的粉紅「針」擊中周圍的物體及士官長的裝甲服一段是在Houdini上來處理。
每集的開頭片段中都有人工智能可塔娜現身於太空船上的場景，五則片段全由製作公司的動畫團隊使用電腦成像呈現。

## 發行
2012年4月30日，微軟工作室宣布，《最後一戰4：航向黎明》將於《最後一戰4》發售前的幾週內上架Machinima Prime和（《最後一戰》系列的營銷網站）播出。該劇的第一集在兩週內於YouTube上累計了達500萬次的觀看次數，且截至2013年3月，觀看次數達到了1000萬。第二集在兩週內累計了超過300萬的觀看次數，並於2013年3月前累計了600萬次；統計還不包括的數據。
該劇後以五部15分鐘的短片組成，第一部於2012年10月5日發行，其他的幾部隨後每週發行。《最後一戰4》的限量版還包括了五部合併的90分鐘的加長版，2012年12月4日在DVD、藍光、Xbox Video、iTunes和VOD上推出；2013年，該劇在Netflix上線。藍光和版也收錄了額外花絮及內容，包括史都華·韓德勒和343 Industries的副音軌、一部名為的《紅藍大作戰》特輯，以及花絮紀錄片。2013年1月18日，宣布，他們已擁有《最後一戰4：航向黎明》在電視的國際發行權。
《最後一戰4：航向黎明》亦推出了其他衍生商品。如麥法蘭玩具於2012年12月推出了僅五百座的限量版雕像，該雕像高約36公分（14吋），詮釋出劇中士官長與「獵人」交手的場景。2012年11月6日，為了配合《最後一戰4》的發售，Mega Bloks推出了一款飛船模型及人偶套裝（同時包括了電子遊戲和網路劇的版本）。

## 反響

### 評價
《最後一戰4：航向黎明》發行後在影評界及觀眾間獲得了普遍好評，其中被認為雖然該劇的預算超出其他網路劇許多，但成品仍有著不輸給電影的水準。
IGN影評人傑西·沙迪（Jesse Schedeen）認為除了拉斯奇和席爾瓦之外的學員都是「現成的砲灰」，他們的發展性並不多。且由於鋪陳較少，使學員查科娃的背叛對該角並沒有加分，反減損了第三集的品質。但沙迪稱讚了葛林在最後一集中所詮釋的角色（拉斯奇），並表示「[席爾瓦的]死亡橋段處理得很好，特別是因此迫使湯姆·葛林擺脫了冷靜的外表，並表現出更情緒化的反應。」而在後來的藍光評論中，沙迪對於該劇的音效及影片的品質，以及許多小插曲、紀錄片花絮和解說都給予讚賞。
的詹姆士·普拉斯（James Plath）也認為角色在前半段的鋪陳並不足，但他認為在後半段，角色拉斯奇和席爾瓦「實際上已跨越了陳詞濫調並在過程中獲得了其性格」。普拉斯對劇中的配樂感到印象深刻，認為它「值得任何大銀幕的動作片」，且還稱讚了特效：「的呈現是透過高畫質來增強，而不是直接將它曝露出來。」總體而言，普拉斯認為儘管打戲激動人心，但前半段的「乏味」和「僅及格的演出」會使該劇難以吸引現有玩家以外的觀眾。
《官方Xbox雜誌》的愛德華·伊凡斯（Edwin Evans）稱讚了該劇的方向：「史都華·韓德勒精心編排的剪輯使劇本免於沉浸在自己的鬧劇中，且他的特寫從未誇大他們的迎接，以掩蓋了缺乏經驗（但才華橫溢）演員的弱點。」而他對於緩慢的前半段及令人興奮的後半段的想法與普拉斯一致。

### 獎項
| 年份 | 獎項                  | 類別                           | 得獎人或提名人           | 結果 | 來源   |
| ---- | --------------------- | ------------------------------ | ------------------------ | ---- | ------ |
| 2013 | 第3屆美國網路電視大獎 | 劇情類最佳劇本                 | 亞倫·黑爾賓、陶德·黑爾賓 | 提名 | [ 50 ] |
| 2013 | 第3屆美國網路電視大獎 | 劇情類最佳男演員               | 湯姆·葛林                | 提名 | [ 50 ] |
| 2013 | 第3屆美國網路電視大獎 | 劇情類最佳女演員               | 安娜·帕普威爾            | 提名 | [ 50 ] |
| 2013 | 第3屆美國網路電視大獎 | 最佳劇情類劇集                 | 《最後一戰4：航向黎明》  | 獲獎 | [ 50 ] |
| 2013 | 第3屆美國網路電視大獎 | 最佳動作或科幻劇               | 《最後一戰4：航向黎明》  | 提名 | [ 50 ] |
| 2013 | 第3屆美國網路電視大獎 | 最佳藝術指導                   | 卡斯拉·法拉哈尼（Kasra Farahani）      | 獲獎 | [ 50 ] |
| 2013 | 第3屆美國網路電視大獎 | 最佳攝影                       | 布雷特·帕夫拉克（Brett Pawlak）      | 獲獎 | [ 50 ] |
| 2013 | 第3屆美國網路電視大獎 | 最佳剪輯                       | 麥可·路易·希爾（Michael Louis Hill）       | 獲獎 | [ 50 ] |
| 2013 | 第3屆美國網路電視大獎 | 年度觀眾票選劇集               | 《最後一戰4：航向黎明》  | 提名 | [ 50 ] |
| 2013 | MPSE金捲獎            | 最佳混音：電腦情境娛樂         | 《最後一戰4：航向黎明》  | 獲獎 | [ 51 ] |
| 2013 | 視覺效果協會獎        | 商業或電視節目中的傑出虛擬攝影 | 《最後一戰4：航向黎明》  | 提名 | [ 52 ] |
| 2013 | 第65屆黃金時段艾美獎  | 最佳片頭設計                   | 《最後一戰4：航向黎明》  | 提名 | [ 53 ] |

## 外部連結
- 《最後一戰4：航向黎明》於Xbox.com上
- 互联网电影数据库（IMDb）上《最後一戰4：航向黎明》的资料（英文）
- 《最後一戰4：航向黎明》 Archive.today的存檔，存档日期2018-05-21於Netflix上